# Хибинг (Минесота)
Хибинг (енгл. Hibbing) град је у америчкој савезној држави Минесота.

## Демографија
По попису из 2010. године број становника је 16.361, што је 710 (-4,2%) становника мање него 2000. године.
| Група             | 2000.          | 2010.          |
| Белци             | 16.541 (96,9%) | 15.588 (95,3%) |
| Афроамериканци    | 79 (0,5%)      | 90 (0,6%)      |
| Азијати           | 46 (0,3%)      | 72 (0,4%)      |
| Хиспаноамериканци | 116 (0,7%)     | 179 (1,1%)     |
| Укупно            | 17.071         | 16.361         |